# Bafoussam III
Bafoussam III est l'une des trois communes de la communauté urbaine de Bafoussam, département de la Mifi dans la région de l'Ouest au Cameroun. Elle a pour chef-lieu la localité de Bamougoum.

## Géographie
La commune s'étend sur la partie occidentale de la communauté urbaine de Bafoussam. Elle est drainée par la Mifi-Sud et son affluent le Mlem.
| Mbouda       | Bafoussam II  | Bafoussam II  |
| Penka-Michel | Bafoussam III | Bafoussam I   |
|              | Bamendjou     | Pète-Bandjoun |

## Histoire
La commune est créée avec la constitution du 7 mai 1996, en tant que commune de Bamougoum par démembrement de la commune rurale de Bafoussam. La commune de Bafoussam IIIe est créée en avril 2007.

## Population
Le recensement de 2005 relève une population de 81 835 habitants, dont 71 % en zone urbaine et 29 % en zone rurale.

## Administration
Les maires se succèdent depuis 1996.
| Période | Période  | Identité                 | Étiquette | Qualité |
| ------- | -------- | ------------------------ | --------- | ------- |
| 1996    | 1996     | Charles Sonagou          |           | cr      |
| 1996    | 1997     | Elie Defo                |           | cr      |
| 1997    | 2002     | Gabriel Kegne            |           | cr      |
| 2002    | 2007     | Joseph Confiance Fongang |           |         |
| 2007    | 2013     | Bernard Tchanou          |           |         |
| 2013    | En cours | Daniel Ndefonkou         | SDF       |         |

## Chefferies traditionnelles
La commune compte 56 chefferies de 3e degré et une chefferie de 1er degré, la chefferie de Bamougoum. Cette chefferie est l'unique chefferie traditionnelle de 1er degré du département de la Mifi.

## Quartiers et villages
Le ressort territorial de l'arrondissement identique à celui de la commune s'étend sur les villages et quartiers suivants:
Bamougoum, Bapi, Kamkop, La’tsit, Ndjunang Metè, Nkwabang, Wong.

### Zone urbaine
La zone urbaine est constituée de 20 villages : Kouogouo Village I, Kouogouo Village II, Kouogouo Ville A, Kouogouo Ville B1, Kouogouo Ville B2, Kouogouo Sud, Tchouotsit, Ngouache I, Ngouache II, Ngouache III, Ngouache IV,
Kamkop I, Kamkop II, Kamkop III, Kamkop VI, Kamkop V, Kamkop VI, Kamkop VII, Bandze I, Bandze II.

### Zone rurale
La zone rurale est constituée de 36 villages : Basse, Djunang Latsit, Djunang Mete, Doumdi, Famkouo 1, Famkouo 2, Houong 4, Houong 1, Houong 2, Houong 3, Keleu, Kena 1, Kena 2, Kessah Tosseu, Kongso 1, Kongso 2, Kouabang 2, Kouabang 3, Kouabang1, King Place , Lafie 1, Lafie 2, Latsit 1, Latsit 2, Latsit Djutcha, Latsit Loumgouo, Mbi 1, Mbi 2, Metoh 2, Metoh1, Tchipou , Tchouo, Tchouwong 1, Tchouwong 2, Tchu, Toloum Ndeudeuh

## Enseignement

### Primaire et écoles maternelles
Les écoles maternelles sont au nombre de 11 écoles publiques et 13 écoles privées. L'enseignement primaire est assuré par 43 écoles publiques, 20 écoles privées laïques et confessionnelles. 

### Secondaire
L'enseignement secondaire public est assuré par neuf établissements, trois collèges et six lycées, six sont francophones et trois bilingues :
- CES de Wouong II
- CETIC de Goueuh
- CETIC de Djunang-Bamougoum
- Lycée technique de Bafoussam
- Lycée bilingue de Gouache
- Lycée de Djunang
- Lycée bilingue de Bafoussam Rural
- Lycée bilingue de Toket II
- Lycée de Koabang III

L'enseignement secondaire privé est représenté par :
- Collège Saint Thomas d'Aquin
- Collège La Maîtrise
- Institut Tcheutchoua
- Collège polyvalent La Réussite
- Institut So-Mbe
- Institut Technique Assomption

### Supérieur
L'Institut catholique de Bafoussam (ICAB) assure des formations supérieures dans plusieurs filières, il est situé dans le quartier de Kouogouo.

## Forces armées
Le camp militaire de Bafoussam, route de Bamenda, est le siège du quartier général de la Brigade d’intervention rapide.

## Économie

### Agriculture
L’agriculture est la principale source de revenus de la population. Les principales cultures vivrières sont le maïs, haricots, banane plantain, banane douce, manioc, pommes de terre et le maraîchage : carottes, choux, laitue, haricot vert. Le café culture d’exportation est en recul. 

### Industries
Les savonneries sont représentées par plusieurs entreprises : SOC à Tchouwouong 1, SCS à Kamkop 6 et CCO à Kamkop 4. La zone d'activités MAGZI abrite la SOC et les Brasseries du Cameroun. L'usine de torréfaction de café de l’UCCAO (Union centrale des coopératives agricoles de l'Ouest) est située à Tchouwouong I.

## Transports
- Route nationale 6 : lien au sud vers Bafoussam et la route nationale 4 (axe Bafoussam - Yaoundé) et à l'est vers Foumban (79 km).
- Route nationale 6 : lien au nord avec Mbouda (19 km) et Bamenda (69 km).
- Route provinciale P17 : lien à l'ouest vers Dschang (43 km).

L'Aéroport de Bafoussam-Bamougoum (code IATA : BFX • code OACI : FKKU) situé sur le territoire communal est un aéroport secondaire intérieur qui accueille les passagers sur vols spéciaux.